# Jüdischer Friedhof Bad Münder

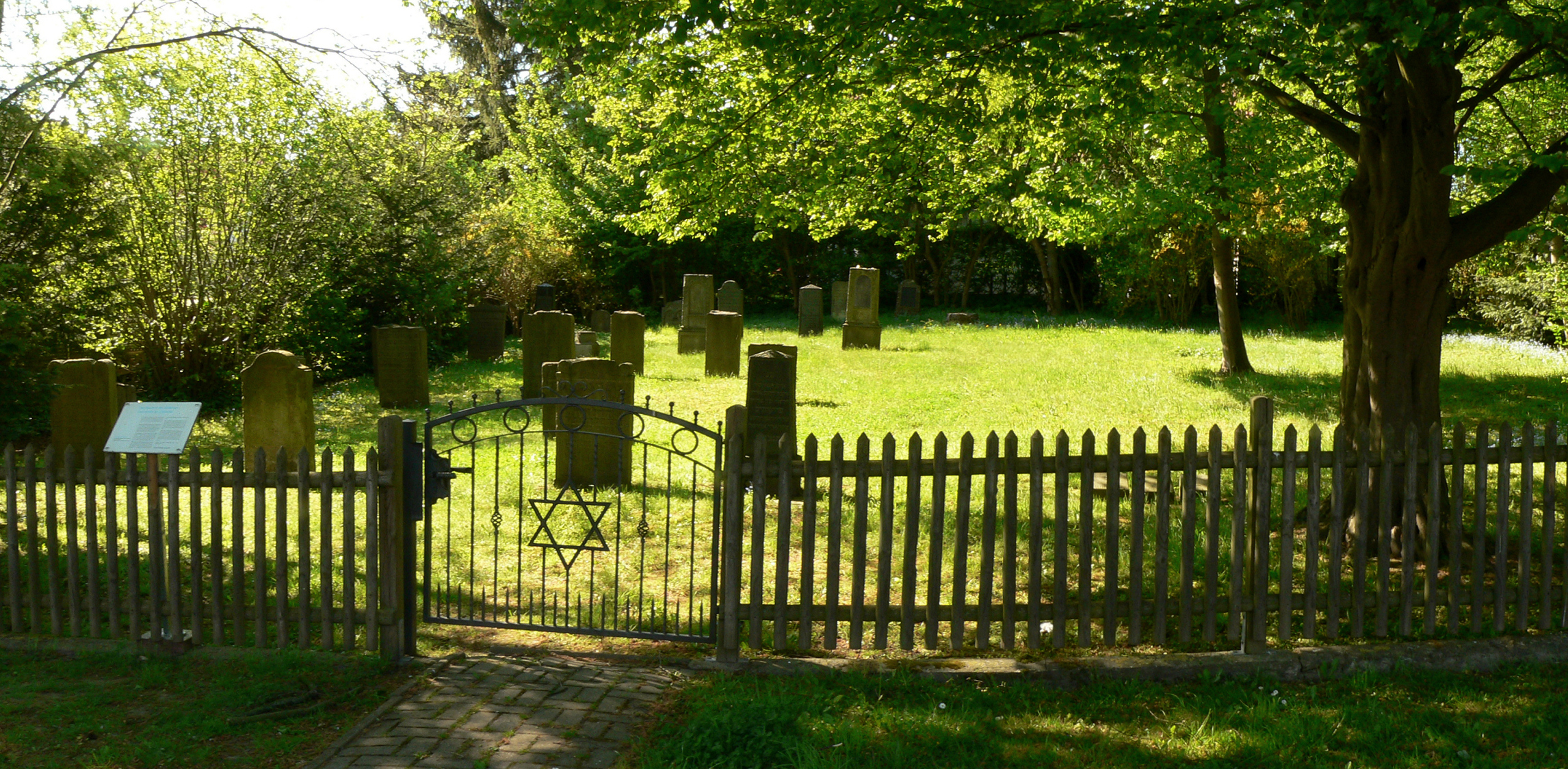
Jüdischer Friedhof Bad Münder, Eingangstor und Infotafel, 2016

Der Jüdische Friedhof in Bad Münder am Deister ist eine frühere jüdische Begräbnisstätte im niedersächsischen Landkreis Hameln-Pyrmont. Der ursprünglich außerhalb der Stadt angelegte Friedhof der dortigen jüdischen Gemeinde ist im Jahr 1782 erstmals bezeugt. Die letzte Beerdigung fand 1937 statt.

## Lage und Beschreibung

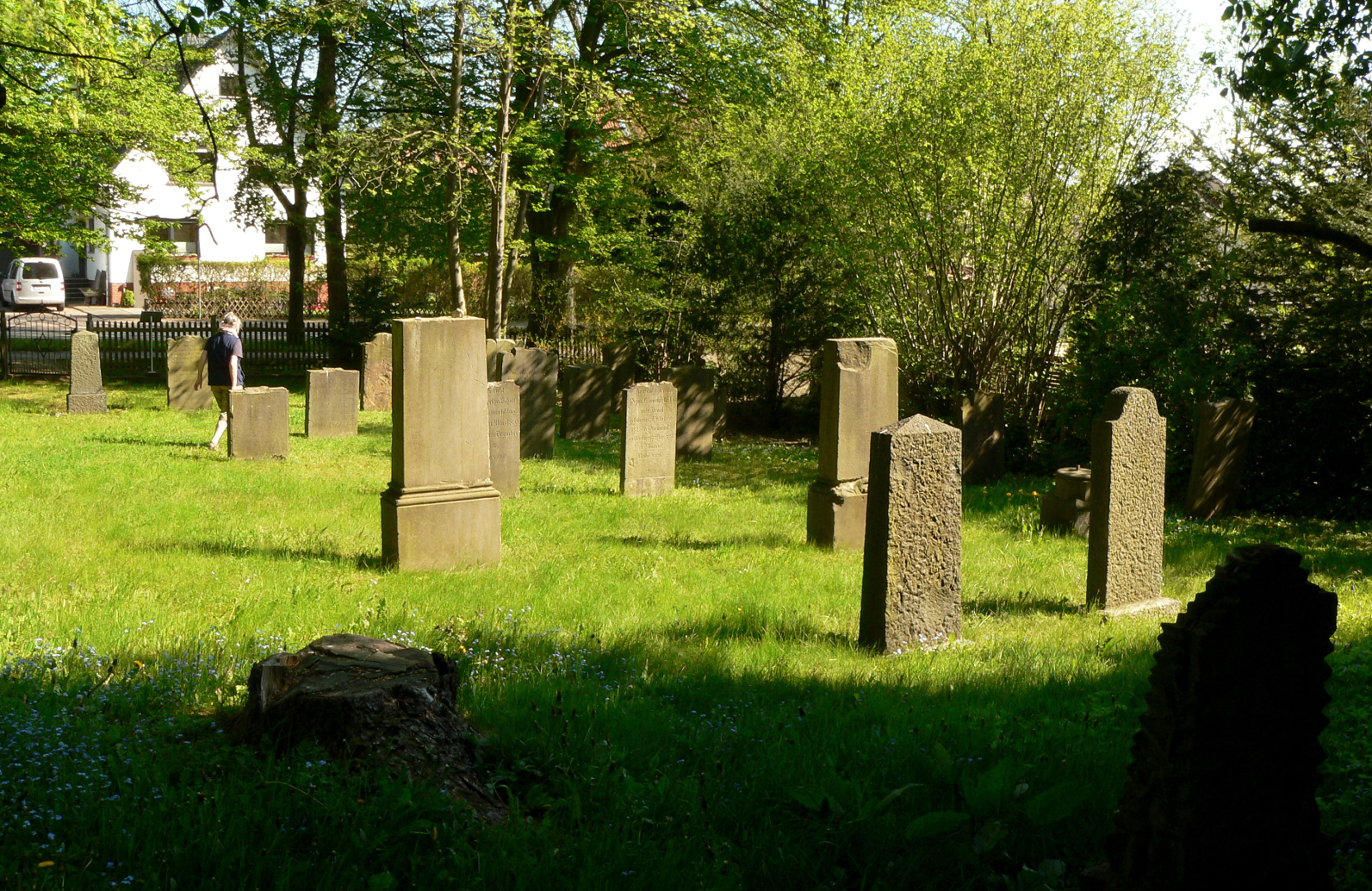
Blick auf das Friedhofsgelände

Der mit einem Zaun und durch Hecken eingefriedete Friedhof liegt an der Deisterallee in Bad Münder. Die innerörtliche Allee führt vom Ortszentrum hinauf zu mehreren Kurkliniken am Hang des Deisters. Der Friedhof hatte ursprünglich eine Größe von fast 2500 m². Davon wurde bis in die 1930er Jahre nur der kleinere, östliche Teil des Geländes als Bestattungsplatz genutzt, während der weitläufige westliche Bereich als Gartenland verpachtet war.
Heute umfasst der bei der Wiederherstellung in den 1960er Jahren stark verkleinerte Friedhof rund 650 m². Dort stehen 28 Grabsteine aus den Jahren 1826 bis 1917, die einem ehemals größeren Bestand entstammen.

## Geschichte

### Zeit des Nationalsozialismus
Während des Novemberpogroms von 1938 wurde die Synagoge in Bad Münder geschändet und verwüstet, und es wurden drei Juden in das Konzentrationslager Buchenwald verschleppt. Danach war die jüdische Gemeinde gezwungen, den unbelegten und als Garten genutzten westlichen Teil des Friedhofs abzugeben. Noch 1938 veräußerte ihn der Vorsitzende der örtlichen jüdischen Gemeinde an einen nichtjüdischen Bürger aus Bad Münder, der auch schon das bei dem Pogrom verwüstete Synagogengebäude erworben hatte. Auf dem Friedhof befanden sich im Jahr 1939 32 Einzel- und 7 Doppelgräber.
Anfang 1939 ersuchte der Bürgermeister von Bad Münder den Landrat des Kreises Springe Georg Mercker, den jüdischen Friedhof zu schließen und die Grabsteine abräumen zu lassen. Er begründete seine Forderung damit, dass der „Friedhof an hervorragender Stelle an der Allee nach dem Deister liegt“ und dass „jeder Spaziergänger, Kurgast, Insasse des Erholungsheimes „Deisterhort“ oder KDF-Fahrer und jedes Landjahrmädel aus dem Landjahrheim am Deister an dem Friedhof vorbei muß und sich jedes Mal darüber ärgern muß, daß es … möglich war, an einem solch schönen Platz einen Judenfriedhof einzurichten…“.

### Schließung und Beseitigung
Der Landrat schloss sich dieser Forderung an und leitete sie im Juni 1939, ohne die vorgeschriebene Anhörung der jüdischen Gemeinde, an den hannoverschen Regierungspräsidenten Rudolf Diels weiter, der kurze Zeit später die Schließung anordnete. Bereits durch den Runderlass vom 27. Oktober 1938 hatte Diels darauf hingewirkt, jüdische Friedhöfe zu schließen und keine Bestattungen mehr zuzulassen. Die Gräber sollten aus hygienischen Gründen nach frühestens 30-jähriger Liegezeit ab der letzten Bestattung eingeebnet werden. In Erfüllung des Erlasses wurden im Kreis Springe die zehn vorhandenen jüdischen Friedhöfe bis Mitte 1939 geschlossen, darunter auch der in Bad Münder. Danach fanden Beerdigungen auf dem jüdischen Friedhof Lauenau statt. Das Vorhaben des Bürgermeisters zur Einrichtung eines Kleinkaliber-Schießstandes auf dem Gelände des jüdischen Friedhofs in Bad Münder lehnte der Regierungspräsident ab, weil die letzte Bestattung erst 1937 stattgefunden hatte.

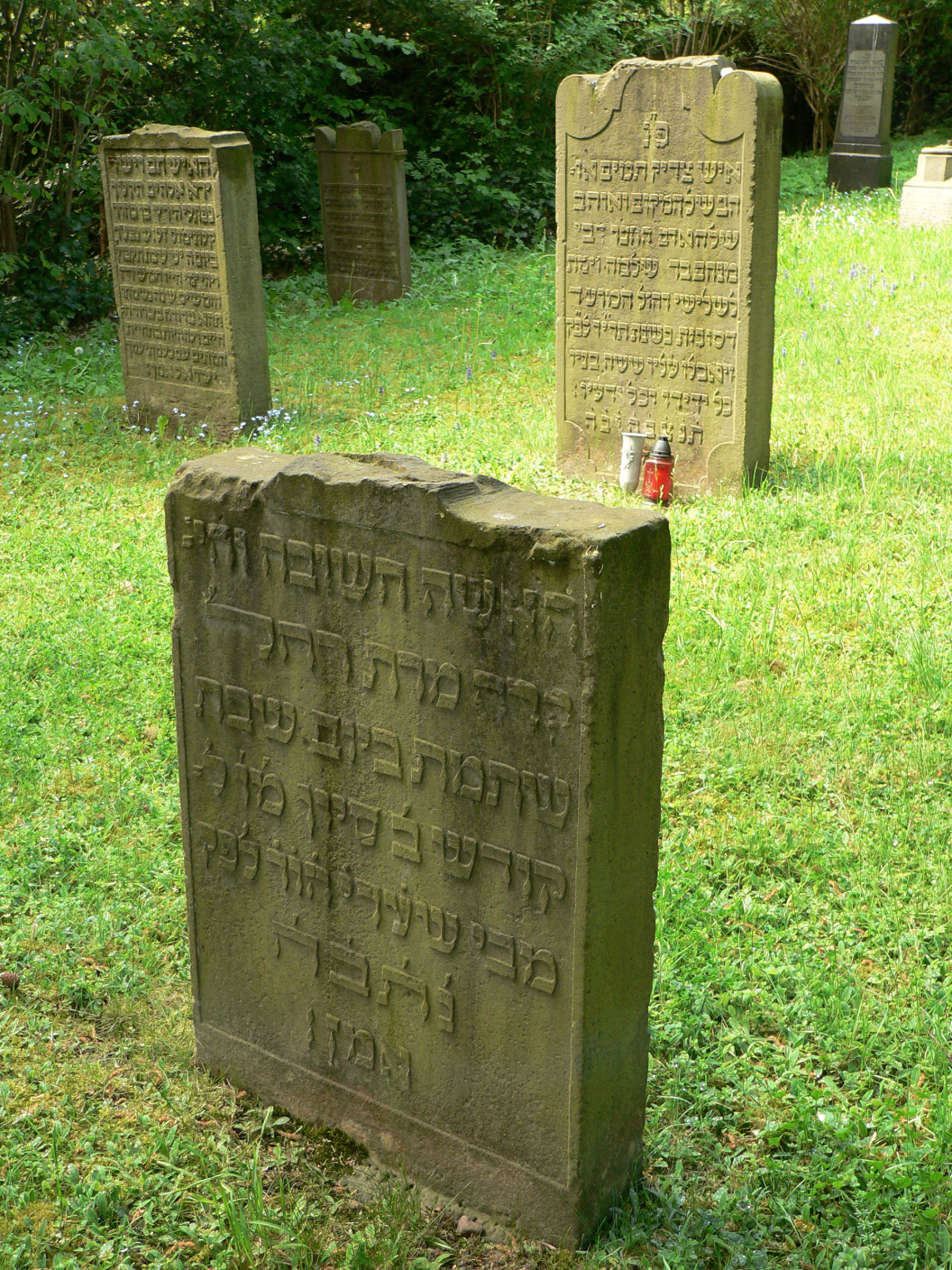
Grabsteine mit abgeschlagenen Giebelaufsätzen

1941 veräußerte die Reichsvereinigung der Juden in Deutschland den noch mit Grabsteinen bestandenen östlichen Teil des jüdischen Friedhofs an den Bürger Bad Münders, der 1938 bereits den westlichen Friedhofsteil erworben hatte. Der Erwerber verpflichtete sich im Kaufvertrag, den Friedhof während der verbleibenden Liegezeit (rund 25 Jahre) zu pflegen, Angehörigen den Zutritt zu gewähren und Beerdigungen zu gestatten.
Zu einem nicht näher bekannten Zeitpunkt nach dem Kauf räumte der neue Eigentümer die Grabsteine ab und pflanzte auf dem früheren Friedhofsgelände Kartoffeln an. Die meisten Grabsteine nutzte der Eigentümer als Steinplatten zur Abstützung des abfallenden Grundstücks. Damit die Platten besser zusammen passten, schlug er die Giebelaufsätze der Grabsteine ab. Drei kleine Grabsteine wurden als Fundament einer Gartenhütte verwendet. Sieben große Steine von Doppelgräbern wurden wegen ihrer Unhandlichkeit vermutlich zerschlagen.
Das Vorgehen der Behörden und des neuen Grundstückseigentümers widersprach dem Anspruch der jüdischen Religion, dass Friedhöfe ewig bestehen sollen und die Totenruhe unantastbar ist.

### Wiederherstellung

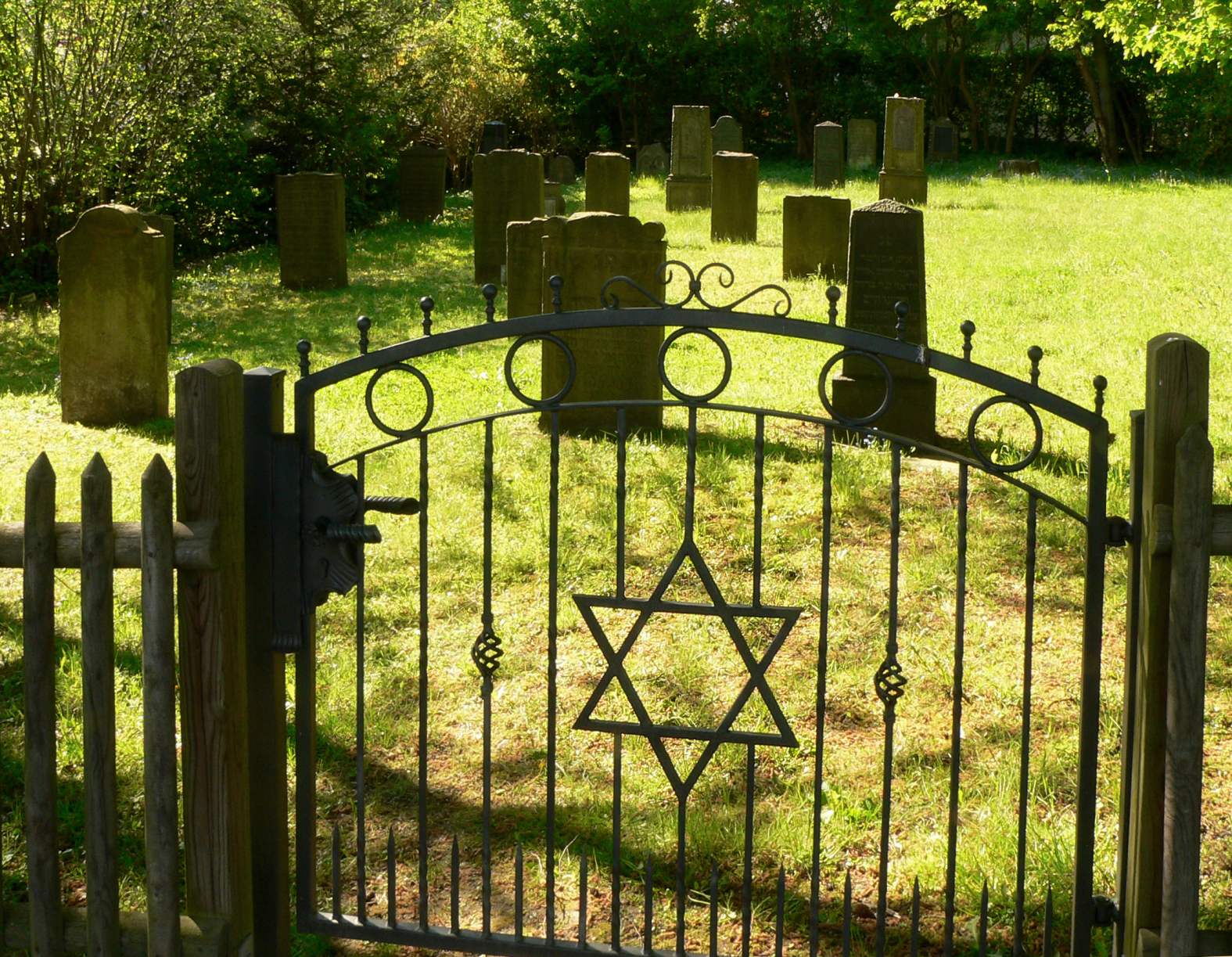
Eingangstor mit Davidstern

Nach dem Zweiten Weltkrieg erhielt der Landesverband der Jüdischen Gemeinden von Niedersachsen einen Teil des früheren Friedhofsgeländes zurück und ließ es im Jahr 1961 wieder herrichten. 28 der noch vorhandenen Grabsteine wurden wieder aufgestellt, jedoch nicht an ihren ursprünglichen Standorten, da diese nicht mehr bekannt waren.
Im Jahr 2008 wurden der Zaun und das Friedhofstor erneuert. Seit 2014 steht vor dem Friedhof eine von der Stadt Bad Münder aufgestellte Informationstafel, deren Text der Hamelner Historiker Bernhard Gelderblom verfasst hat. Der Friedhof ist neben dem ehemaligen Synagogengebäude das letzte bauliche Zeugnis jüdischen Lebens in Bad Münder.

## Jüdische Friedhöfe im Weserbergland
Laut dem Hamelner Historiker Bernhard Gelderblom wurden die jüdischen Friedhöfe im Weserbergland bei Hameln während der Zeit des Nationalsozialismus zerstört, um die letzten Spuren jüdischen Lebens zu beseitigen. Dies geschah meist während der Novemberpogrome 1938 durch örtliche SA-Mitglieder, die die Grabsteine umstürzten oder sie mit Spitzhacken beschädigten. Anschließend wurden die Steine, vor allem im ländlichen Raum, als Baumaterial verwendet, etwa als Treppenstufen, Trittsteine oder Fundamentsteine. Ob der jüdische Friedhof in Bad Münder wie an anderen Orten gewaltsam zerstört wurde, ist nicht bekannt. Die Zerstörungsspuren an den heute noch vorhandenen Grabsteinen sind auf die Verwendung als Baumaterial zurückzuführen.